# Minetti Infoplus Vicenza
Minetti InfoPlus Vicenza es un equipo de voleibol femenino de Italia que juegan en la serie A1 de la Liga Italiana de Voleibol. Miyuki Takahashi jugó para este equipo entre 2005 y 2007.